# Lewisit
Lewisit je spojina, ki se je uporabljala kot kemično orožje in sicer spada med mehurjevce. Čisti lewisit je brezbarvna, oljnata tekočina brez vonja, industrijsko pridobljen pa je tekočina temno rjave barve z močnim vonjem po geraniji (roža). Je relativno neobstojen, v vodi relativno hitro hidrolizira in zaradi tega je tudi kontaminacija vode le kratkotrajna. Za lewisit je značilna dobra penetracija skozi različne materiale (koža, les, guma, tkanine). Srednji smrtni odmerek LCt50 znaša od 1,300 mg·min/m3, LD50 pa 4,500 mg/kg telesne mase. Spojina se imenuje po ameriškem kemiku in vojaku z imenom Winford Lee Lewis (1878–1943).
V prvi svetovni vojni ga še niso uporabili, so pa z njim delali poskuse v 20. letih in ga imenovali "smrtonosna rosa". Zanimanje je zbudil, ker ni vnetljiv. Poskusi med drugo svetovno vojno so pokazali, da se ustrezna koncentracija pri zračni vlažnosti ne doseže zaradi hidrolize spojine. Uporabljal se je le kot protizmrzovalno sredstvo z gorčičnim plinom in le redko kot kemično orožje. Danes je lewisit zastarel bojni strup. Protistrup za lewisit je BAL (British antilewisit) ali dimerkaprol.